# Karangwuluh (Suradadi)
Karangwuluh is een bestuurslaag in het regentschap Tegal van de provincie Midden-Java, Indonesië. Karangwuluh telt 2252 inwoners (volkstelling 2010).